# 勒索軟件即服務
勒索軟件即服務（英語：Ransomware as a service）是一种網絡犯罪，一般是在暗網中開設勒索軟件營運平台，使用者只需要購買該勒索軟件，便可以發動軟件勒索攻擊。使用者一般無需軟件技術知識，只需懂得使用平台提供的服務，便可發動勒索軟件攻擊。